# Lébékéré
Lébékéré ou Lébékérein est une ville et une sous-préfecture de Guinée, rattachée à la préfecture de Mali et la région de Labé. 

## Population
En 2016, le nombre d'habitants est estimé à 12 486, à partir d'une extrapolation officielle du recensement de 2014 qui en avait dénombré 11 675.

## Tourisme
- Mosquée de Madina Kouta[2].

## Personnalité
- Albert Liurette né à Madina Kouta en 1904, député français.